# 天光軒満月
天光軒 満月（てんこうけん まんげつ）は、浪曲の名跡。

## 初代
天光軒 満月（1898年 - 1949年4月30日）佐賀県基山町出身。本名は西依幾蔵。
幼少から浪曲が好きで小学校卒業と同時に地方の吉川家小園の一座に入った。17歳で独立し、来阪し認められ天満の当時一流の定席の寄席「国光席」に席の名に因んで天光軒満月の名で出演する。美声を生かした「満月節」で菊池寛の「父帰る」や「召集令」など「悲劇読み」を得意とした。曲師に平松佳代。弟子には、初代天光軒満月嬢、二代目天光軒満月、三代目天光軒満月、大木伸夫他。元NHKキャスター西依ちづる（長男の子・初孫に当たる）

## 2代目
天光軒 満月（1906年7月18日 - 1970年6月21日）岡山県出身。本名は渡辺敬治。
最初16歳で酒井雲門下。翌年初代満月門下で小満月、1937年に2代目満月を襲名。

## 3代目
天光軒 満月（1912年9月6日 - 1983年11月21日）大阪府大阪市出身。本名は山本憲雄。
初代の門下。1927年に菊月の名で初舞台。1956年に大阪歌舞伎座で3代目満月を襲名。師匠譲りの演目を得意とした。1966年に大阪府民文化賞、翌年には大阪府社会教育功労賞受賞している。1971年から1975年まで浪曲親友協会会長を務めた。弟子には4代目天光軒満月嬢、4代目満月、天光軒新月他。

## 4代目
天光軒 満月（1948年12月12日 - ）本名は米澤重光。浪曲親友協会理事。

### 経歴
1976年に3代目に入門し2代目天光軒菊月を名乗り「乃木将軍信州墓参」で初舞台。菊月の時代から「満月は俺が継ぐ」と公言し、話題を呼んだ。宣言どおり1989年に4代目満月を襲名。2009年度の大河ドラマ「天地人」の主役である直江兼続の歌｢直江兼続｣をキングレコードより2007年12月21日にリリース。その他に、｢空海｣｢妻あかり｣｢中岡慎太郎｣｢惜れの杯｣｢安兵衛桜｣｢友情｣｢直江兼続の妻おせん｣をリリースしている。2009年5月31日ホテルクレメント徳島にてディナーショーを開催。